# Agustín Balbuena
Agustín Balbuena (né le 1er septembre 1945 à Santa Fe en Argentine et mort le 9 mars 2021) est un footballeur international argentin, qui évoluait au poste d'attaquant.

## Parcours

### Débuts
Il commence sa carrière professionnelle au Colón alors en 2e division, en 1964. L'année suivante, le club termine premier et s'assure une place en D1 dès 1966.
Après des débuts encourageants, il rallie Rosario Central pour la saison 1970 où il termine vice-champion de la phase Nacional en échouant en finale contre Boca Juniors. Désormais joueur important du championnat, il va rallier un des cinq grands du football argentin.

### Consécration à Independiente
Il s'engage alors en faveur du CA Independiente, et fera partie d'une des équipes les plus glorieuses du club. En effet durant cinq saisons, de 1971 à 1975, il imposera Independiente sur la scène continentale en remportant successivement quatre Copa Libertadores de 1972 à 1975.
Le club rafle d'autres titres prestigieux comme la Coupe intercontinentale 1973 gagnée contre la Juventus entraînée par Čestmír Vycpálek.
Parallèlement en championnat national le club n'obtient qu'un seul trophée, le metropolitano de 1971.

### Fin de carrière
Il rallie pour la saison 1976 un autre poids lourd argentin, le Racing. Mais la saison n'est pas brillante, le club luttant pour ne pas être relégué.
Il rallie ensuite successivement les championnats colombien et salvadorien avant de mettre un terme à sa carrière en 1978.

## Sélection nationale
Ses performances de haute volée avec Independiente lui permettent de faire partie de la sélection pour la Coupe du monde 1974 en Allemagne de l'Ouest. Titulaire lors du premier match de la compétition contre la Pologne, il ne peut empêcher la défaite. Remplaçant, il retrouve sa place de titulaire pour le 2e tour lors des l'opposition face aux Pays-Bas et essuie une nouvelle défaite. Son équipe ne passera finalement pas cette phase.
Il totalise 8 sélections pour 0 but.

## Palmarès
- CA Independiente
  - Vainqueur de la Copa Libertadores 1972 1973 1974 et 1975.
  - Vainqueur du Championnat d'Argentine metropolitano 1971.
  - Vainqueur de la Coupe intercontinentale 1973.
  - Vainqueur de la Copa Interamericana 1972 1973 et 1974.

- Colón
  - Vainqueur de la D2 argentine 1965.